# Hallonbjörnbär
Hallonbjörnbär (Rubus pruinosus) är en rosväxtart som beskrevs av Arrhenius. Hallonbjörnbär ingår i släktet rubusar, och familjen rosväxter.

## Underarter
Arten delas in i följande underarter:
- R. p. heteracanthus
- R. p. warmingii